# Shohreh Aghdashloo
Shohreh Aghdashloo, född 11 maj 1952 i Teheran, är en iransk skådespelerska.
I början av 1970-talet blev hon känd för sin medverkan i filmen Soteh Delan (Broken Hearts). Under den islamiska revolutionen i Iran flydde Aghdashloo till Storbritannien, men på grund av sitt intresse för film flyttade hon år 1987 till Los Angeles i USA. Hon blev internationellt känd genom filmen Ett hus av sand och dimma från 2003, där hon spelade mot Ben Kingsley och Jennifer Connelly. Shohreh Aghdashloo blev vid Oscarsgalan 2004 den första kvinna från Mellanöstern som har nominerats till en Oscar, för bästa kvinnliga biroll. Hon har även haft en framträdande biroll i TV-serien 24 och spelade FN-undersekreteraren Chrisjen Avasarala i science fiction-serien The Expanse.